# Archibald M. Bliss
Archibald Meserole Bliss (ur. 25 stycznia 1838 w Brooklynie, zm. 19 marca 1923 w Waszyngtonie) – amerykański polityk, członek Partii Demokratycznej.

## Działalność polityczna
W okresie od 4 marca 1875 do 3 marca 1883 przez cztery kadencje był przedstawicielem 4. okręgu, a od 4 marca 1885 do 3 marca 1889 przez dwie kadencje przedstawicielem 5. okręgu wyborczego w stanie Nowy Jork w Izbie Reprezentantów Stanów Zjednoczonych.